# El Agrado
El Agrado est une municipalité située dans le département de Huila, en Colombie.